# Heliotropium foertherianum
Heliotropium foertherianum е вид растение от семейство Грапаволистни (Boraginaceae). Видът е незастрашен от изчезване.

## Разпространение
Видът е разпространен в Австралия, Китай, Индонезия, Кения, Мадагаскар, Мозамбик, Питкерн, Танзания и Виетнам.